# Diocesi di Linhai
La diocesi di Linhai (in latino Dioecesis Taeceuvensis) è una sede della Chiesa cattolica in Cina suffraganea dell'arcidiocesi di Hangzhou. Nel 1950 contava 7.734 battezzati su 2.000.000 di abitanti. La sede è vacante.

## Territorio
La diocesi comprende parte della provincia cinese dello Zhejiang.
Sede vescovile è la città di Linhai, nella città-prefettura di Taizhou, dove si trova la cattedrale di San Giuseppe.
Comunità cattoliche sono presenti a Jiaojiang, dove sorge un santuario mariano diocesano, Huangyan, Wenling e Yuhuan.

## Storia
Il vicariato apostolico di Taizhou (Taichow) fu eretto il 10 agosto 1926 con il breve Supremi apostolatus di papa Pio XI, ricavandone il territorio dal vicariato apostolico di Ningbo (oggi diocesi). Monsignor Joseph Hu Jo-shan (Ruoshan) fu uno dei primi sei vescovi cinesi ordinati da Pio XI il 28 ottobre 1926.
L'11 aprile 1946 il vicariato apostolico è stato elevato a diocesi (di Taizhou o Linhai o Taíchow) con la bolla Quotidie Nos di papa Pio XII.
Dopo la morte di Joseph Hu Jo-shan (Ruoshan) la diocesi non ha più avuto vescovi, né ufficiali né clandestini. Il 10 luglio 2010 è stato ordinato vescovo, dopo quasi cinquant'anni, monsignor Antonio Xu Jiwei, già amministratore apostolico della medesima diocesi dal 1999; monsignor Xu ha retto la diocesi fino al suo decesso, nel settembre 2016.
Secondo fonti giornalistiche e agenzie di stampa, la diocesi è oggi comunemente nota con il nome di diocesi di Taizhou.

## Cronotassi dei vescovi
Si omettono i periodi di sede vacante non superiori ai 2 anni o non storicamente accertati.
- Joseph Hu Jo-shan (Ruoshan), C.M. † (30 luglio 1926 - 28 agosto 1962 deceduto)
  - Sede vacante
  - Antonio Xu Jiwei † (10 luglio 2010 consacrato - 25 settembre 2016 deceduto)

## Statistiche
Le ultime statistiche ufficiali riportate dall'Annuario Pontificio si riferiscono al 1950; in quell'anno la diocesi, su una popolazione di 2.000.000 di persone contava 7.734 battezzati, corrispondenti allo 0,4% del totale.
| anno | popolazione | popolazione | popolazione | presbiteri | presbiteri | presbiteri | presbiteri                | diaconi | religiosi | religiosi | parrocchie |
| anno | battezzati  | totale      | %           | numero     | secolari   | regolari   | battezzati per presbitero | diaconi | uomini    | donne     | parrocchie |
| ---- | ----------- | ----------- | ----------- | ---------- | ---------- | ---------- | ------------------------- | ------- | --------- | --------- | ---------- |
| 1950 | 7.734       | 2.000.000   | 0,4         | 17         | 14         | 3          | 454                       |         |           |           |            |

Secondo l'Agenzia Fides, nel 2010 la diocesi contava circa 6.000 fedeli, una quindicina di sacerdoti, con circa 25 chiese e diversi luoghi di culto.